# Diamitosa moseri
Diamitosa moseri – gatunek chrząszcza z rodziny kózkowatych i podrodziny zgrzypikowych. Jedyny przedstawiciel rodzaju Diamitosa.

## Zasięg występowania
Gatunek ten występuje na Filipinach.